# Martin Kaschke
Martin Kaschke (* angeblich 5. November 1610 in Massen bei Finsterwalde; † 6. Oktober 1727 in Fürstlich Drehna) war ein Bauer und unter der Drehnaer Herrschaft der Grafen von Promnitz als Wirtschaftsvogt angestellt. Im Niederlausitzer Raum wurde er unter der Bezeichnung „Niederlausitzischer Methusalah“ bekannt.

## Leben
Kaschke kam 1610 als Kind armer Bauern zur Welt. Zu Beginn des Dreißigjährigen Kriegs 1618 war er acht Jahre alt und gibt in seinem Lebensbericht an, kurz vor Ausbruch des Krieges einen Kometen am Himmel gesehen zu haben, der dort 30 Tage verblieb. Er berichtet auch von dem Großen Kometen des Jahres 1680, der seiner Überzeugung nach ein Anzeichen unter anderem für die 1683 ausgebrochene Zweite Wiener Türkenbelagerung war.
Kaschke überlebte mehrere Hungersnöte, so die Dürre von 1630 bis 1631, die mit der Zerstörung Magdeburgs einherging, die Dürre des Jahres 1693 und die des Jahres 1719. Für das Jahr 1641 berichtete er von einer Mäuseplage, die das Getreide der Felder zerstörte und im Zusammenspiel mit den Verwüstungen des Dreißigjährigen Krieges ebenfalls zu einer Hungersnot führte. Außerdem überlebte er zwei Pestepidemien, darunter die Pestepidemie des Jahres 1680, verlor jedoch vermutlich um diese Zeit seine zweite Ehefrau, nachdem sie acht Jahre lang in geistiger Umnachtung gelebt hatte. Kaschke ging davon aus, dass sie „auf Zauberische Art zugerichtetes Wasser“ zu sich genommen hätte. Er war insgesamt drei Mal verheiratet. Seine erste Ehefrau verstarb bereits nach einem Jahr im Kindbett. Die dritte Ehe war für ihn nach eigenen Angaben die glücklichste. Im Alter von 87 Jahren zeugte Kaschke einen Sohn, der ihn überlebte. Eine Tochter verstarb bei einem Unfall, zu einem weiteren Sohn war der Kontakt abgebrochen.
Am 12. Mai 1706 erlebte Kaschke eine fast totale Sonnenfinsternis. Er war entgegen Nikolaus Kopernikus’ Lehre der Überzeugung, dass „die Sonne lauffe, und der Erd-Boden stehe unbeweglich, denn sonsten würde die Leiter, die du bey der Nacht von der Erden am Himmel angelehnt gesehen, umgefallen seyn.“
Unter der Drehnaer Herrschaft der Grafen von Promnitz wurde Kaschke als Wirtschaftsvogt angestellt und musste in dieser Funktion zum Beispiel das kommende Wetter anhand von Erscheinungen und Regeln interpretieren können und daraus zum Beispiel die Zeiten der Saat und Ernte bestimmen.
Er selbst führte sein hohes Alter auf Mäßigung in allen Bereichen zurück: „Ja so ists, wenn ich unmäßig gelebet, würd ich schwerlich so ein hohes Alter erreichet haben. […] Wenn mirs am besten schmeckte, hörete ich auf, und wie ich mäßig in Essen und Trincken war, also thate ich der Liebe auch nicht zuviel …“ Nach eigener Aussage hatte er in seinem Leben nie Medizin zu sich genommen, nahm jedoch „alle Morgen eine Hand voll meines eigenen Urins statt des Thees oder Brandeweins ein“, wodurch er „wieder alle Seuchen und Kranckheiten gantz glücklich mich verwahrete“.
Martin Kaschke verstarb nach neuntägigem Siechbett im Alter von fast 117 Jahren an einer Magen-Darm-Infektion. Bei seiner Beerdigung waren die meisten Bediensteten des fürstlichen Hofes anwesend und die Herzogin selbst wohnte der anschließenden Leichenpredigt und Grabrede in der Kirche bei.

## Der Nieder-Lausitzische Methusalah
Drei Jahre nach Kaschkes Tod setzte der Drehnaer Pfarrer Christoph Crusius ihm mit der Schrift Der Nieder-Lausitzische Methusalah ein literarisches Denkmal. Das 200 Seiten umfassende Werk ist als fiktives Gespräch des verstorbenen Kaschke mit Stammvater Jakob, einem Theologen und einem Philosophen gestaltet. Aussagen zu Kaschkes Leben nehmen dabei verhältnismäßig geringen Platz ein. Das Werk, in dem Crusius zahlreiche Gespräche mit Kaschke, die wahrscheinlich von seinem Amtsantritt als Pfarrer in Drehna 1724 an geführt wurden, verarbeitet, wurde 1730 in Guben veröffentlicht. Bisher bekannte Exemplare des Werkes befinden sich heute im Besitz der SLUB Dresden, den Universitätsbibliotheken Halle und Darmstadt und der British Library. Eine Neuauflage, versehen mit umfangreichen Anmerkungen und einem Nachwort, erschien im November 2010.